# Лещка-Дужа
Лещка-Дужа (пол. Leszczka Duża) — село в Польщі, у гміні Перлеєво Сім'ятицького повіту Підляського воєводства.
Населення — 202 особи (2011).
У 1975-1998 роках село належало до Ломжинського воєводства.

## Демографія
Демографічна структура станом на 31 березня 2011 року:
|          | Загалом | Допрацездатний вік | Працездатний вік | Постпрацездатний вік |
| -------- | ------- | ------------------ | ---------------- | -------------------- |
| Чоловіки | 104     | 20                 | 65               | 19                   |
| Жінки    | 98      | 15                 | 51               | 32                   |
| Разом    | 202     | 35                 | 116              | 51                   |